# Karl Liebknecht

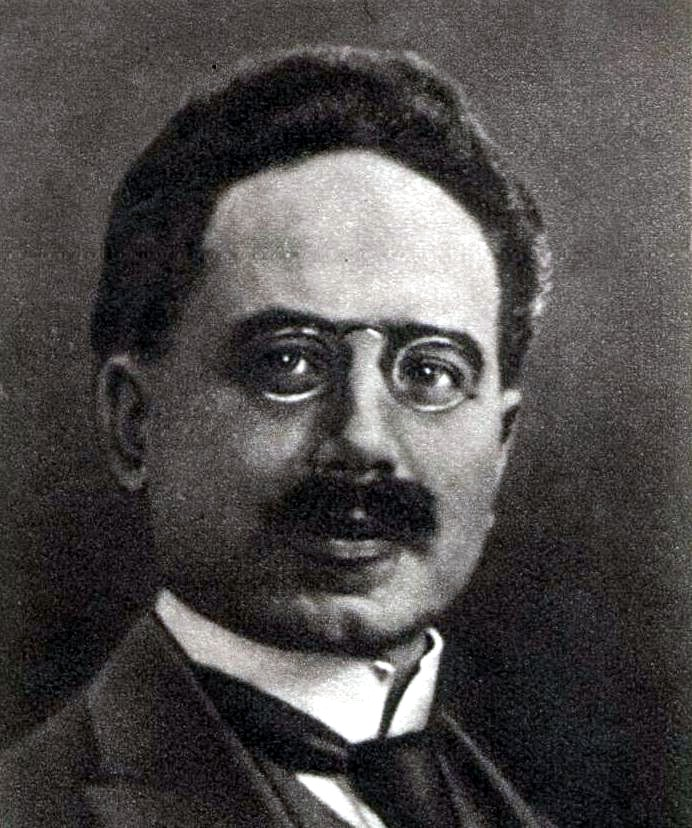
Karl Liebknecht

Karl Liebknecht (13/8/1871 - 15/1/1919) là một nhà xã hội chủ nghĩa Đức và cùng với Rosa Luxemburg là đồng sáng lập Liên đoàn Spartacus (tiếng Đức: Spartakusbund) mà sau đó trở thành Đảng Cộng sản Đức. Liên đoàn Spartacus tham gia trong cuộc cách mạng Berlin tháng 1 năm 1919. Ông nổi tiếng vì đã chống lại thế chiến I ở Reichstag và vai trò của ông trong cuộc nổi dậy Spartacus. Cuộc nổi dậy này bị Tổng thống Cộng hòa Weimar Friedrich Ebert ra lệnh cho Freikorps (một lực lượng dân quân phe cánh hữu) đàn áp và dập tắt. Luxemburg và hàng trăm nhà cánh mạng cánh tả bị bắt, tra tấn và giết hại. Từ sau cái chết của họ, Rosa Luxemburg và Karl Liebknecht đã trở thành biểu tượng của những thành viên đảng dân chủ xã hội và những người theo chủ nghĩa Marx.